# Нільтава синьоголова
Нільтава синьоголова (Cyornis rubeculoides) — вид горобцеподібних птахів родини мухоловкових (Muscicapidae). Мешкає в Південній і Південно-Східній Азії.

## Опис
У самців голова і верхня частина тіла сині, махові пера бронзово-сірі, груди руді, живіт білий. Він схожий на самця вохристоволої нільтави, однак відрізняється своїм синім горлом. Самиця синьоголової нільтави має сірувато-коричневу верхню частину тіла і білувату нижню. Груди самиці руді, однак не такі яскраві, як в самця. На відміну від самця, у самиці горло також руде.

## Підвиди
Виділяють три підвиди:
- C. r. rubeculoides (Vigors, 1831) — Гімалаї, західна і північна М'янма;
- C. r. dialilaemus Salvadori, 1889 — східна і південно-східна М'янма, північний і західний Таїланд;
- C. r. rogersi Robinson & Kinnear, 1928 — центральна і південно-західна М'янма.

## Поширення і екологія
Синьоголові нільтави гніздяться в Гімалаях, в М'янмі і Таїланді. Гімалайські популяції взимку мігрують на південний захід Індії. Бірманські і тайські популяції переважно осілі, хоча деякі мігрують на південь.

## Галерея

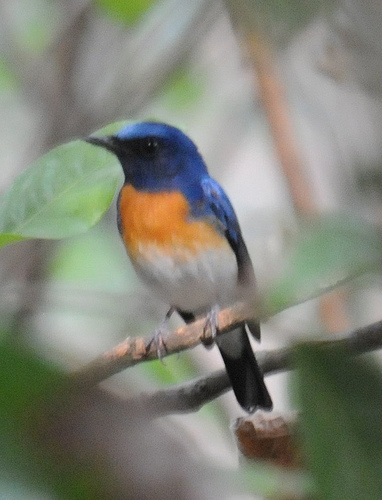
Самець синьоголової нільтави (підвид C. r. rubeculoides)
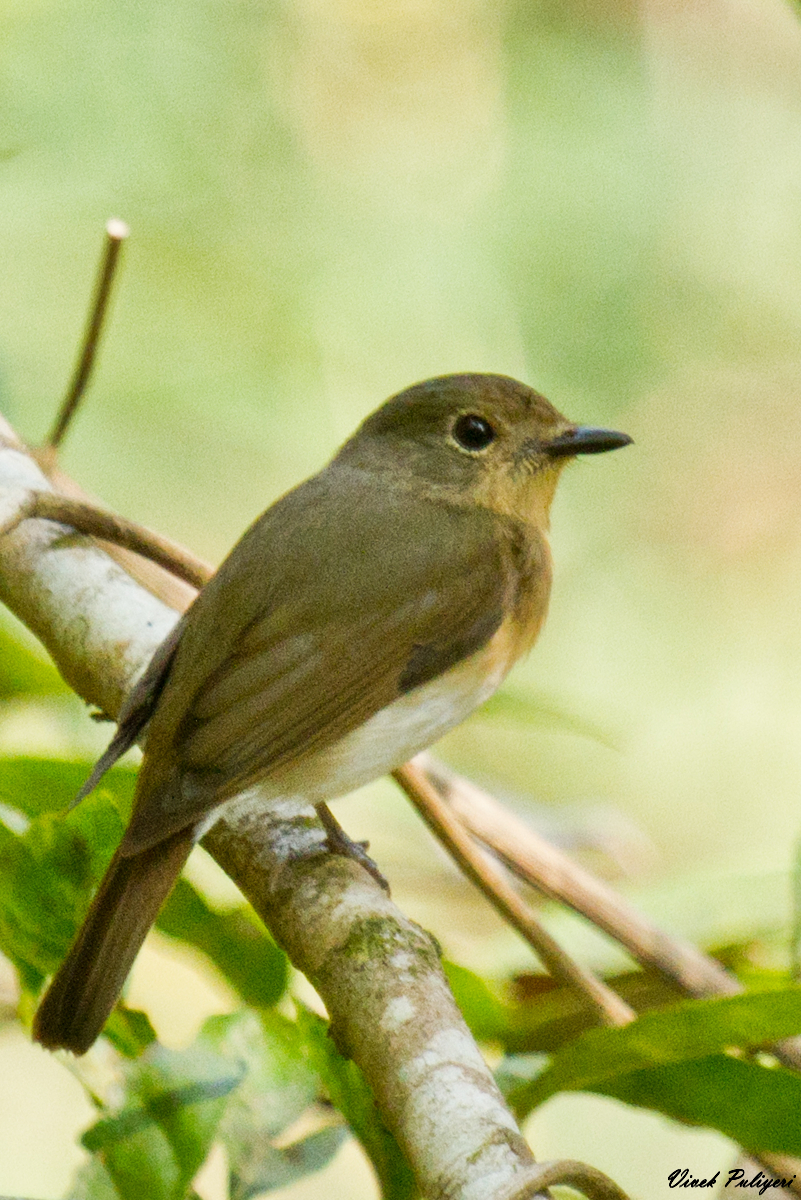
Самиця синьоголової нільтави
- Синьоголова нільтава (Національний парк Каенг Крачан)